# Association de la Jeunesse Auxerroise
La Asociación Juvenil Auxerre —en francés, Association de la Jeunesse Auxerroise—, conocido también como AJ Auxerre, es un club de fútbol francés, de la ciudad de Auxerre en Borgoña. Fue fundado en 1905, y competirá en la Ligue 1, la primera categoría del fútbol francés, a partir de la temporada 2024-25, tras haber ascendido.

## Historia
El AJ Auxerre fue fundado el 29 de diciembre de 1905 por el abad Ernest Deschamps. El AJ Auxerre empezó siendo un club polideportivo en el que había diferentes secciones. La sección de fútbol se creó en 1906.
En 1964, asume la dirección técnica Guy Roux.
En 1980, el equipo debuta en la Ligue 1 francesa.
En 1994 el Auxerre consigue su primer título, la Copa de Francia.
En la temporada 1995-96, Auxerre hace historia al consagrarse campeón por primera vez en su historia de la Ligue 1. Además, también ganó la Copa de Francia, obteniendo el doblete. Laurent Blanc, Corentin Martins, Lilian Laslandes, Taribo West, Stéphane Guivarc'h, Lionel Charbonnier, Yann Lachuer, Fabien Cool, Sabri Lamouchi, entre otros futbolistas, fueron los protagonistas de aquellos años de gloria. En la siguiente temporada, el club no pudo repetir la excelente campaña anterior y finalizó 6° en la Liga de Francia. Como campeón de Francia disputó la UEFA Champions League 1996-97, compartiendo grupo con Ajax, Rangers y Grasshopper. Terminó como líder del grupo, pero fue eliminado en cuartos de final por el futuro campeón Borussia Dortmund.
En la década del 2000, Auxerre ganó dos Copas de Francia, todavía con Guy Roux como entrenador.
El 13 de mayo de 2012, la estadía de 32 años del Auxerre en la primera división llegó a su fin después de una derrota a domicilio por 3-0 a manos del Marsella.
Auxerre es un club muy particular por su historia, su pequeña ciudad, su estilo de juego, no muy similar al resto de clubes franceses, su historia, y su gente. El antiguo e histórico jugador del Auxerre Éric Cantona, salido de la cantera del equipo, ha declarado sobre su antiguo club: "Francia no merece al Auxerre. Inglaterra sin duda, pero no Francia." Declaraciones impactantes para la época.

## Uniforme
- Uniforme titular: Camiseta blanca, pantalón blanco y medias blancas.
- Uniforme alternativo: Camiseta negra, pantalón negro y medias negras.

## Estadio
Stade de l'Abbé-Deschamps, fundado el 13 de octubre de 1918 con el nombre de Stade de la Route de Vaux. En 1950 el estadio se cambió el nombre por el actual en honor al fundador del club, que acababa de fallecer ese año. El estadio tiene una capacidad de 23.467 personas.

## Datos del club
- Temporadas en la Ligue 1: 25
- Temporadas en la Ligue 2: 8 (2012/13)
- Mejor puesto en la liga: 1º (temporada 1995-96)
- Peor puesto en la liga: 20º (temporada 2011-12)
- Mayor goleada conseguida:
  - En campeonatos nacionales: Auxerre 8 - 0 Sète (Ligue 2, temporada 1976/77)
  - En torneos internacionales: Nea Salamina (Chipre) 1 - 10 Auxerre (Intertoto temporada 1997/98)
- Mayor goleada encajada:
  - En campeonatos nacionales: Mónaco 7-0 Auxerre (Ligue 1 temporada 81-82)
Lens 7-0 Auxerre (Ligue 1 temporada 2005-06)[1]
  - En torneos internacionales: CSKA Moscú (Rusia) 4 - 0 Auxerre (Copa de Europa temporada 2004/05).
- Máximo goleador: Andrzej Szarmach (94 goles)
- Más partidos disputados: Bruno Martini (322 partidos de Ligue 1)

## Palmarés

### Torneos nacionales (5)
- Ligue 1 (1): 1995-96
- Ligue 2 (2): 1980, 2023-24
- Copa de Francia (4): 1994, 1996, 2003, 2005
  - Subcampeón 1978–79, 2014-15
- Liga de Borgoña (1): 1970
- Liga de Borgoña (FGSPF, Fédération Gymnastique et Sportive des Patronages de Fra) (9): 1906, 1907, 1908, 1909, 1910, 1911, 1912, 1913, 1914
- Copa Gambardella (7): 1982, 1985, 1986, 1993, 1999, 2000, 2014

### Torneos internacionales (1)
- Copa Intertoto de la UEFA (1): 1997,

### Torneos internacionales amistosos (2)
- Copa de los Alpes (2): 1985, 1987

## Participación en competiciones europeas
| Temporada | Competición      | Ronda          | Club                    | Cómputo global | Ida      | Vuelta     |
| --------- | ---------------- | -------------- | ----------------------- | -------------- | -------- | ---------- |
| 1984/85   | UEFA Cup         | 1R             | Sporting Lisboa         | 2-4            | 0-2 (F)  | 2-2 nv (C) |
| 1985/86   | UEFA Cup         | 1R             | AC Milan                | 3-4            | 3-1 (C)  | 0-3 (F)    |
| 1987/88   | UEFA Cup         | 1R             | Panathinaikos FC        | 3-4            | 0-2 (F)  | 3-2 (C)    |
| 1989/90   | UEFA Cup         | Clasificatoria | NK Dinamo Zagreb        | 3-2            | 0-1 (C)  | 3-1 (F)    |
| 1989/90   | UEFA Cup         | 1R             | Apolonia Fier           | 8-0            | 5-0 (C)  | 3-0 (F)    |
| 1989/90   | UEFA Cup         | 2R             | RoPS Rovaniemi          | 8-0            | 5-0 (F)  | 3-0 (C)    |
| 1989/90   | UEFA Cup         | 1/8            | Olympiakos Pireo        | 1-1 u          | 1-1 (F)  | 0-0 (C)    |
| 1989/90   | UEFA Cup         | 1/4            | ACF Fiorentina          | 0-2            | 0-1 (F)  | 0-1 (C)    |
| 1991/92   | UEFA Cup         | 1R             | Ikast FS                | 6-1            | 1-0 (F)  | 5-1 (C)    |
|           |                  | 2R             | Liverpool FC            | 2-3            | 2-0 (C)  | 0-3 (F)    |
| 1992/93   | UEFA Cup         | 1R             | Lokomotiv Plovdiv       | 9-3            | 2-2 (F)  | 7-1 (C)    |
| 1992/93   | UEFA Cup         | 2R             | FC Copenhague           | 7-0            | 5-0 (C)  | 2-0 (F)    |
| 1992/93   | UEFA Cup         | 1/8            | Standard Lieja          | 4-3            | 2-2 (F)  | 2-1 (C)    |
| 1992/93   | UEFA Cup         | 1/4            | AFC Ajax                | 4-3            | 4-2 (C)  | 0-1 (F)    |
| 1992/93   | UEFA Cup         | 1/2            | Borussia Dortmund       | 2-2 (5-6 ns)   | 0-2 (F)  | 2-0 nv (C) |
| 1993/94   | UEFA Cup         | 1R             | CD Tenerife             | 2-3            | 2-2 (F)  | 0-1 (C)    |
| 1994/95   | Recopa de Europa | 1R             | Croatia Zagreb          | 4-3            | 1-3 (F)  | 3-0 (C)    |
| 1994/95   | Recopa de Europa | 1/8            | Beşiktaş JK             | 4-2            | 2-2 (F)  | 2-0 (C)    |
| 1994/95   | Recopa de Europa | 1/4            | Arsenal FC              | 1-2            | 1-1 (F)  | 0-1 (C)    |
| 1995/96   | UEFA Cup         | 1R             | Viking FK               | 2-1            | 1-1 (F)  | 1-0 (C)    |
|           |                  | 2R             | Nottingham Forest FC    | 0-1            | 0-1 (C)  | 0-0 (F)    |
| 1996/97   | Champions League | Grupo A        | AFC Ajax                | 2-2            | 0-1 (C)  | 2-1 (F)    |
| 1996/97   | Champions League | Grupo A        | Grasshopper-Club Zürich | 2-3            | 1-0 (C)  | 1-3 (F)    |
| 1996/97   | Champions League | Grupo A (2e)   | Rangers FC              | 4-2            | 2-1 (F)  | 2-1 (C)    |
| 1996/97   | Champions League | 1/4            | Borussia Dortmund       | 1-4            | 1-3 (F)  | 0-1 (C)    |
| 1997      | Intertoto Cup    | Grupo 3        | FC Lausanne-Sport       | 1-1            | 1-1 (C)  |            |
| 1997      | Intertoto Cup    | Grupo 3        | Antwerp FC              | 5-0            | 5-0 (C)  |            |
| 1997      | Intertoto Cup    | Grupo 3        | Nea Salamina Famagusta  | 10-1           | 10-1 (F) |            |
| 1997      | Intertoto Cup    | Grupo 3 (1e)   | Ards FC                 | 3-0            | 3-0 (F)  |            |
| 1997      | Intertoto Cup    | 1/2            | Torpedo Moscú           | 4-4 u          | 3-0 (C)  | 1-4 (F)    |
| 1997      | Intertoto Cup    | F              | MSV Duisburg            | 2-0            | 0-0 (F)  | 2-0 (C)    |
| 1997/98   | UEFA Cup         | 1R             | Deportivo La Coruña     | 2-1            | 2-1 (F)  | 0-0 (C)    |
| 1997/98   | UEFA Cup         | 2R             | OFI Creta               | 5-4            | 3-1 (C)  | 2-3 (F)    |
| 1997/98   | UEFA Cup         | 1/8            | FC Twente               | 3-0            | 1-0 (F)  | 2-0 (C)    |
| 1997/98   | UEFA Cup         | 1/4            | SS Lazio                | 2-3            | 0-1 (F)  | 2-2 (C)    |
| 1998      | Intertoto Cup    | 3R             | RCD Espanyol            | 1-2            | 1-1 (C)  | 0-1 (F)    |
| 2000      | Intertoto Cup    | 2R             | Stabæk IF               | 5-0            | 2-0 (F)  | 3-0R (C)   |
| 2000      | Intertoto Cup    | 3R             | Rostselmash Rostov      | 5-1            | 2-0 (F)  | 3-1 (C)    |
| 2000      | Intertoto Cup    | 1/2            | VfL Wolfsburg           | 3-2            | 1-1 (C)  | 2-1 nv (F) |
| 2000      | Intertoto Cup    | F              | VfB Stuttgart           | 1-3            | 0-2 (C)  | 1-1 (F)    |
| 2002/03   | Champions League | 3Q             | Boavista FC             | 1-0            | 1-0 (F)  | 0-0 (C)    |
| 2002/03   | Champions League | Grupo 1A       | PSV                     | 0-3            | 0-0 (C)  | 0-3 (F)    |
| 2002/03   | Champions League | Grupo 1A       | Borussia Dortmund       | 2-2            | 1-2 (F)  | 1-0 (C)    |
| 2002/03   | Champions League | Grupo 1A (3e)  | Arsenal FC              | 2-2            | 0-1 (C)  | 2-1 (F)    |
| 2002/03   | UEFA Cup         | 3R             | Real Betis              | 2-1            | 0-1 (F)  | 2-0 (C)    |
| 2002/03   | UEFA Cup         | 1/8            | Liverpool FC            | 0-3            | 0-1 (C)  | 0-2 (F)    |
| 2003/04   | UEFA Cup         | 1R             | Neuchâtel Xamax FC      | 2-0            | 1-0 (C)  | 1-0 (F)    |
| 2003/04   | UEFA Cup         | 2R             | FC Utrecht              | 4-0            | 0-0 (F)  | 4-0 (C)    |
| 2003/04   | UEFA Cup         | 3R             | Panathinaikos FC        | 1-0            | 0-0 (C)  | 1-0 (F)    |
| 2003/04   | UEFA Cup         | 1/8            | PSV                     | 1-4            | 1-1 (C)  | 0-3 (F)    |
| 2004/05   | UEFA Cup         | 1R             | Aalborg BK              | 3-1            | 1-1 (F)  | 2-0 (C)    |
| 2004/05   | UEFA Cup         | Grupo F        | Grazer AK               | 0-0            | 0-0 (C)  |            |
| 2004/05   | UEFA Cup         | Grupo F        | AZ                      | 0-2            | 0-2 (F)  |            |
| 2004/05   | UEFA Cup         | Grupo F        | Amica Wronki            | 5-1            | 5-1 (C)  |            |
| 2004/05   | UEFA Cup         | Grupo F (2e)   | Rangers FC              | 2-0            | 2-0 (F)  |            |
| 2004/05   | UEFA Cup         | 3R             | AFC Ajax                | 3-2            | 0-1 (F)  | 3-1 (C)    |
| 2004/05   | UEFA Cup         | 1/8            | Lille OSC               | 1-0            | 1-0 (F)  | 0-0 (C)    |
| 2004/05   | UEFA Cup         | 1/4            | CSKA Moscú              | 2-4            | 0-4 (F)  | 2-0 (C)    |
| 2005/06   | UEFA Cup         | 1R             | Levski Sofia            | 2-2 u          | 2-1 (C)  | 0-1 (F)    |
| 2006      | Intertoto Cup    | 3R             | FC Farul Constanța      | 4-2            | 4-1 (C)  | 0-1 (F)    |
| 2006/07   | UEFA Cup         | 2Q             | OFK Belgrado            | 5-2            | 0-1 (F)  | 5-1 (C)    |
| 2006/07   | UEFA Cup         | 1R             | NK Dinamo Zagreb        | 5-2            | 2-1 (F)  | 3-1 (C)    |
| 2006/07   | UEFA Cup         | Grupo A        | Maccabi Haifa           | 1-3            | 1-3 (F)  |            |
| 2006/07   | UEFA Cup         | Grupo A        | Rangers FC              | 2-2            | 2-2 (C)  |            |
| 2006/07   | UEFA Cup         | Grupo A        | FK Partizan             | 4-1            | 4-1 (F)  |            |
| 2006/07   | UEFA Cup         | Grupo A (4e)   | Livorno Calcio          | 0-1            | 0-1 (C)  |            |
| 2010/11   | Champions League | Play-off       | Zenit San Petersburgo   | 2-1            | 0-1 (F)  | 2-0 (C)    |
| 2010/11   | Champions League | Grupo G        | AC Milan                | 0-4            | 0-2 (F)  | 0-2 (C)    |
| 2010/11   | Champions League | Grupo G        | Real Madrid CF          | 0-5            | 0-1 (C)  | 0-4 (F)    |
| 2010/11   | Champions League | Grupo G (4e)   | AFC Ajax                | 3-3            | 1-2 (F)  | 2-1 (C)    |

## Rivalidades
Su máximo rival es ESTAC Troyes. 
También mantiene una tensa rivalidad con su vecino Dijon FCO.

## Entrenadores
| Años          | Entrenador                  | Notas                                            |
| ------------- | --------------------------- | ------------------------------------------------ |
| 1946–1947     | Pierre Grosjean             | Primer entrenador del Auxerre.                   |
| 1947–1948     | J. Pastel                   |                                                  |
| 1948–1950     | Jacques Boulard Bruneau     |                                                  |
| 1950–1952     | Georges Hatz                |                                                  |
| 1952–1953     | Marc Olivier                |                                                  |
| 1953–1955     | M. Pignault                 |                                                  |
| 1955–1956     | Pierre Meunier              |                                                  |
| 1956–1958     | Jacques Boulard             | Primer entrenador en dirigir en dos ocasiones.   |
| 1958–1959     | J. Helmann                  | Primer entrenador extranjero del club.           |
| 1959–1961     | Christian Di Orio           |                                                  |
| 1961–1962     | Guy Roux                    |                                                  |
| 1962–1964     | Gagneux Jacques Chevalier   |                                                  |
| 1964–2000     | Guy Roux                    | Llevó al club a ganar una liga y una copa.       |
| 2000–2001     | Daniel Rolland              |                                                  |
| 2000–2005     | Guy Roux                    | Ganó dos nuevas Copas de Francia.                |
| 2001–2002     | Alain Fiard                 | Interino tras los problemas de salud de Roux.    |
| 2005–2006     | Jacques Santini             |                                                  |
| 2006–2011     | Jean Fernandez              |                                                  |
| 2011–2012     | Laurent Fournier            |                                                  |
| 2012          | Jean-Guy Wallemme           |                                                  |
| 2012          | Bernard Casoni              |                                                  |
| 2016          | Viorel Moldovan             |                                                  |
| 2016          | Cédric Daury                |                                                  |
| 2017          | Francis Gillot              |                                                  |
| 2017          | David Carré y Lionel Mathis | Interinos tras la destitución de Francis Gillot. |
| 2018 - 2019   | Pablo Correa                |                                                  |
| 2019 - Actual | Jean-Marc Furlan            |                                                  |